# Xerophyta longicaulis
Xerophyta longicaulis là một loài thực vật có hoa trong họ Velloziaceae. Loài này được Hilliard miêu tả khoa học đầu tiên năm 1986.